# Carl Wilhelm Friedrich Ludwig Stocker
Carl Wilhelm Friedrich Ludwig Stocker (* 1. März 1832 in Weiler; † 13. Januar 1900 in Mingolsheim) war ein deutscher Pfarrer der Evangelischen Landeskirche in Baden und Heimatforscher.

## Leben
Carl Stocker war ein Sohn von J. M. Stocker und der Emilie von Gemmingen-Fürfeld (1808–1871). Die Mutter stammte aus dem Fürfelder Unterzweig der Freiherren von Gemmingen, der anders als die anderen Familienzweige früh verarmte und schon im 19. Jahrhundert in bürgerliche Familien einheiratete. Er ging mit einer entfernten Verwandten aus demselben Unterzweig die Ehe ein, nämlich mit Karoline Luise Wilhelmine Emilie von Gemmingen (* 1833), und war lange Jahre Gemeindepfarrer in Münzesheim. Er schrieb unter anderem eine Chronik von Münzesheim, außerdem über die evangelische Kirche im Großherzogtum Baden und den Amtsbezirk Bruchsal. Von 1865 bis 1880 verfasste er auch eine dreibändige Chronik der Freiherren von Gemmingen, die 1895 neu bearbeitet in einem einzigen Band nochmals erschien.

## Publikationen (Auswahl)
- Schematismus der evangelisch-protestantischen Kirche im Großherzogtum Baden, 1878
- Chronik von Münzesheim, Heilbronn 1879
- Der großherzoglich Badische Amtsbezirk Bruchsal, Bruchsal 1883
- Die Burg Minneberg am Neckar, Karlsruhe 1885
- Die theologische Fakultät an der Großherzogl. badischen Universität Heidelberg von 1386–1886, 1886
- Chronik von Walldorf, 1888
- Familien-Chronik der Freiherren von Gemmingen, Mingolsheim 1895